# Valdemar Costa Neto
Valdemar Costa Neto (São Paulo, 11 de agosto de 1949) es un administrador de empresas y político brasileño. 
Diputado federal electo por el Partido Liberal (PL), comandó la fusión de éste con el PRONA, dando origen al Partido de la República, del cual es presidente nacional.
Envuelto en el escándalo de las mensualidades y objeto de diversas acusaciones, renunció el 1 de agosto de 2005 para no ser encarcelado. Fue, aun así, reelecto en las elecciones de 2006.
El 8 de febrero de 2024, Valdemar fue detenido en una operación de busca y aprehensión por la Policía Federal de Brasil, después de que una arma de fuego fue encontrada en su casa.

## Escándalo de la lechuga
El 18 de diciembre de 2022 llevó a cabo una campaña anti vegana con el objetivo de llamar la atención de posibles votantes. 
El político anuncio al mundo la creación de una lechuga no vegana creada a partir de insectos.
La comunidad vegana reaccionó negativamente a la movida, criticándola como una forma innecesaria de hacer sufrir a los animales.